# Walter Blaser
Walter Blaser (* 19. Januar 1947 in Meiringen; † 4. November 1988 in Genf) war ein Schweizer Profiboxer.

## Leben
Walter Blaser wuchs im Haslital auf. Sein Vater starb, als er neunjährig war. Als Verdingbub verbrachte er im selben Jahr den ganzen Sommer allein als Viehhirt auf einer Alp. Er verstummte, wurde menschenscheu.
Bei Charly Bühler begann er mit dem Boxtraining, 1969 wurden erste Kämpfe organisiert. Blaser entwickelte sich bald zu einem Publikumsliebling. Er zog nach Genf und erkämpfte sich ein beachtliches Palmarès. Vor seinem Europameisterschaftskampf der EBU im Weltergewicht im März 1975 gegen den starken Spanier José Ramón Gómez Fouz standen 25 Siegen 5 Niederlagen und 4 Unentschieden gegenüber. Er verlor den Kampf nach Punkten.
In Genf mietete Blaser sich von seinem ersten ersparten Geld eine Bar. Er nannte sie Bierstube St. Pauli. Später eröffnete er das Restaurant Chez Blaser.
Im November 1988 tötete Blaser seine Ehefrau und beging anschliessend Suizid.